# Zápas o titul mistryně světa v šachu 1988
Patnáctý zápas o titul mistryně světa v šachu byl čtvrtou obhajobou titulu ze strany Maji Čiburdanidzeové a zároveň prvním ze dvou zápasů Nany Joselianiové v roli vyzývatelky. Zápas se uskutečnil uskutečnil v roce 1988 od 19. září do 4. listopadu v Telavi v Gruzínské SSR v Sovětském svazu. Hlavním rozhodčím byl Jaroslav Šajtar z Československa, sekundanti Čiburdanidzeové Gennadij Kuzmin a Igor Polovodin a sekundanti Joselianiové Vitalij Češkovskij a Elizbar Ubilava. Po šesti partiích byl stav zápasu nerozhodný 3:3, načež se v sedmé partii ujala mistryně světa vedení a už ho nepustila. Titul obhájila remízou ve 14. partii, i tak se ale dvě závěrečné partie dohrávaly. Nakonec zápas skončil výhrou Čiburdanidzeové 8,5:7,5.

## Tabulka
| č. | Šachistka            | Země          | 1 | 2 | 3 | 4 | 5 | 6 | 7 | 8 | 9 | 10 | 11 | 12 | 13 | 14 | 15 | 16 |  | + | − | =  | Body |
| -- | -------------------- | ------------- | - | - | - | - | - | - | - | - | - | -- | -- | -- | -- | -- | -- | -- |  | - | - | -- | ---- |
| 1  | Maja Čiburdanidzeová | Sovětský svaz | ½ | 1 | ½ | 0 | ½ | ½ | 1 | ½ | ½ | ½  | 1  | ½  | ½  | ½  | 0  | ½  |  | 3 | 2 | 11 | 8,5  |
| 2  | Nana Joselianiová    | Sovětský svaz | ½ | 0 | ½ | 1 | ½ | ½ | 0 | ½ | ½ | ½  | 0  | ½  | ½  | ½  | 1  | ½  |  | 2 | 3 | 11 | 7,5  |